# René Ravets
René Ravets (13 september 1948) is een Belgische voormalige atleet, die gespecialiseerd was in het hordelopen. Hij werd eenmaal Belgisch kampioen.

## Biografie
In 1972 werd Ravets Belgisch kampioen op de 400 m horden. Hij was aangesloten bij SC Anderlecht.

## Belgische kampioenschappen
| Onderdeel    | Jaar |
| ------------ | ---- |
| 400 m horden | 1972 |

## Persoonlijk record
| Onderdeel    | Prestatie | Datum | Plaats |
| ------------ | --------- | ----- | ------ |
| 400 m horden | 52,9 s    |       |        |

## Palmares
400 m horden
- 1972:  BK AC - 53,4 s